# Osteoglossum
Osteoglossum è un genere di pesce della famiglia Osteoglossidae. Raggiungono circa 1 metro (3,3 piedi) di lunghezza e sono nativi degli habitat d'acqua dolce del Sud America tropicale.
Questi predatori si nutrono principalmente di artropodi come insetti e ragni, ma possono anche prendere piccoli vertebrati come altri pesci, rane, lucertole, serpenti, topi, pipistrelli e piccoli uccelli. Possono saltano fino a 2 metri (6,6 piedi) fuori dall'acqua per raccogliere la preda da rami, tronchi d'albero o fogliame, che ha fatto guadagnare loro il nome locale di "scimmie d'acqua" o "pesci scimmia". Sono tra i pesci più grandi del mondo che catturano la maggior parte del loro cibo fuori dall'acqua. Durante il periodo di riproduzione, il maschio protegge le uova ed i piccoli portandoli all'interno della bocca.
Sono spesso venduti come pesci d'acquario, sebbene siano predatori voraci e richiedano una vasca molto grande.

## Specie
Esistono due specie:
| Specie di arowana                            | Specie di arowana | Specie di arowana                              |
| Nome comune e binomiale                      | Immagine          | Distribuzione                                  |
| -------------------------------------------- | ----------------- | ---------------------------------------------- |
| Arowana argentato (Osteoglossum bicirrhosum) |                   | Bacini dell'Amazzonia, Essequibo e Oyapock     |
| Arowana nero (Osteoglossum ferreirai)        |                   | Bacino del Rio Negro, compreso il fiume Branco |